# Sympathy for the Devil
Sympathy for the Devil је пјесма британске рок групе Ролингстонси са њиховог албума из 1968., Beggars Banquet. Магазин Ролинг стоун је поставио пјесму на 32. мјесто своје листе 500 најбољих пјесама свих времена.